# المراكز الجامعية في الجزائر
المراكز الجامعية في الجزائر هي تطورات لملحقات جامعية «تابعة لجامعات كبرى» نأخذ مثلا المركز الجامعي خميس مليانة تأسس سنة 1998 وكان يومها ملحقة لجامعة سعد دحلب البليدة وتطور المركز مع مرور الزمن وتشعب وزادت به عدد الشعب المدروسة فأصبح يتكون من أربعة معاهد بعدما كان يتكون من معهد علوم الأرض فقط، وهكذا تحصل على الاعتماد أي استقل من جامعة البليدة وأطلق عليه اسم المركز الجامعي سنة 2001، وهذه المراكز هي أيضا تطبيق لسياسة فيكل ولاية جامعة وذلك للتخلص من المشاكل الاجتماعية التي شلت الجامعة الجزائرية في أكثر من مناسبة.